# Craig Ranch Regional Park

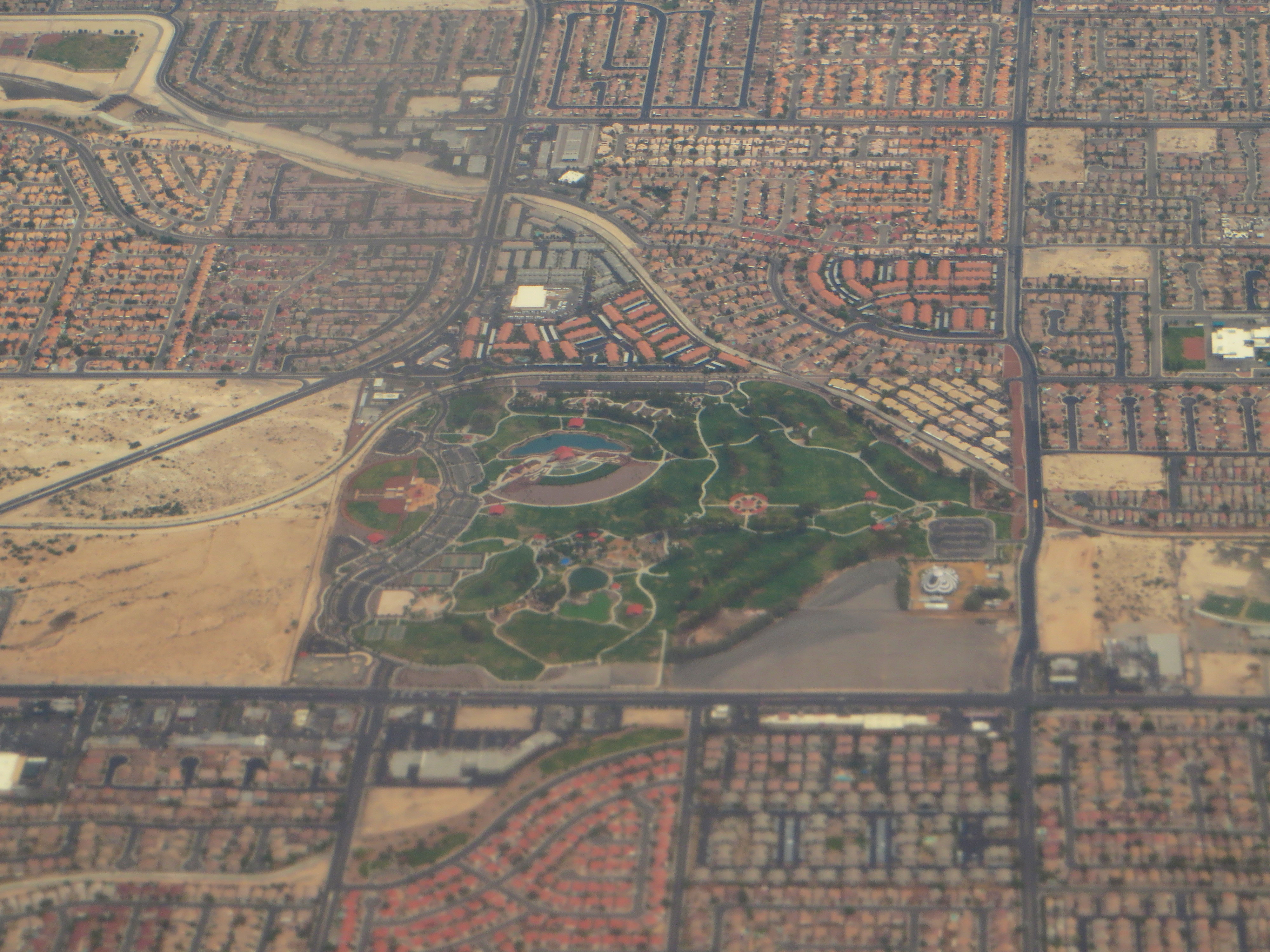
Craig Ranch Regional Park in North Las Vegas, Nevada, 2018

Der Craig Ranch Regional Park ist eine 60,6 Hektar große Grünanlage in der Stadt North Las Vegas im Clark County im US-Bundesstaat Nevada, in den Vereinigten Staaten. Sie befindet sich an der Craig Road und der Commerce Street und westlich des U.S. Highway 93 (auch bekannt als Great Basin Highway). An selber Stelle befand sich früher die Craig Ranch Golf Course-Golfanlage. Der Bebauungsplan für die Parkanlage wurde 2006 begonnen und 2007 von der Stadt genehmigt.
Die erste Phase des Projekts begann am 24. August 2009. Diese Bauarbeiten beinhalteten:
- Untergrundarbeiten
- Parkplätze
- die Fertigung einer Hundezone
- Schatten- und Spielplätze
- Fertigstellung der Sanitäranlagen
- Anlegen von Spazierwegen

Anfang Dezember 2010 waren 90 Prozent dieser Phase-I-Arbeiten abgeschlossen.
Die zweite Phase soll im Sommer 2011 beginnen. Diese Abschlussphase beinhaltet:
- Garten- und Landschaftsbau
- Erweiterung der Hundezone
- Erweiterung der Spielplätze
- Erschaffung zusätzlicher Schattenplätze
- Renovierung der Bewässerungsanlage
- 2 kleine Baseballanlagen für Jugendliche
- 1 Skatepark
- 6 Tennisplätze
- 4 Volleyballplätze
- 2 Basketballplätze

Die offizielle Eröffnung ist für Ende 2012 geplant.